# Az angyal válaszol
Az angyal válaszol egyedülálló spirituális tanítás, amelyet négy magyar művész élt át, 1943 júniusától 1944 novemberéig.  A 88 részt Mallász Gitta és Strausz Lili jegyezte le. Elsőként francia fordításban jelent meg könyvként, Dialogues avec l’ange címmel. Az 1989-es első magyar kiadás a francia fordítás alapján készült.

## Tanítás
A tanítás veleje: „egynek lenni Ővele”. A tanításban szó esik az emberiről, az isteniről, a fényről, az erőről, a halálról, valamint a világegyetem működéséről. Gondolkodásra készteti és a megértés más szintjeire is elvezeti az olvasót.
Az isteni szeretetet megidézve személyes tanítást nyújt a négy fiatal számára. Prófétikus zsoltárokkal ér véget. A második világháború apokalipszisében, a lángba borított Európában a tanítás ennek a sötét korszaknak a végét és egy újnak a kezdetét hirdeti. A tanítás szerint a világegyetem folyamatos születésben van; „a csíra a mag halála” (160. old.), és „az ember a nagy átalakító”. (187. old.)
Arra ösztönzi az olvasót, hogy fejlődjön testben és lélekben, teljesedjen ki, a jót válassza (Csak a jót és újat szomjazd!” (97. old.), és ne a rossz ellen küzdjön. A rossz „az alakuló jó, a még nem kész.” (188. old.). Ezzel szemben „az új világ csak a szépségből épülhet.” (147. old.)
Folyamatosan visszatér benne két ige, amelyek a tanítás etikájának a szegletköveit képezik:
- „Kérni”: Az első lépést az embernek kell megtenni. Hívnia kell angyalát, mert különben az angyal nem tud adni.
– „Adni”: önelégültség és érdemszerzés vágya nélkül, de azzal a tudattal, hogy szabadon veszünk részt abban, ami isteni.
„A legnagyobb, mit Ő adott nekünk, hogy adhatunk. Hisz így leszünk, hisz igy vagyunk Ő.” (339. old.)
Valójában mi ez a meghökkentő tanítás? Természetesen nem egy új vallás. Mallász Gitta mindig hevesen tiltakozott a guru szerep ellen. Ami mégis meglepő, az a tanítás egyetemessége: bizonyos mondatai származhatnának akár egy zen szerzetetestől, akár egy Védanta mestertől. A menóra (a zsidók hétágú gyertyatartója) szimbolikája pedig az egész tanítást végig kíséri. Ezen kívül számos utalás van a kereszténységre. Ilyen például az, hogy a találkozásokra rendszeresen pénteken délután 3 órakor, Krisztus halálának időpontjában került sor, továbbá hogy minden keresztény ünnepnapon – Karácsonykor, Húsvétkor, Pünkösdkor vagy Szent Mihály napján – utalás történik az ünnepre. Gyakran tűnik fel Jézus, főként az utolsó beszélgetésekben, amikor közeledik az áldozat órája.
Gitta szerint a Dialógusok egy „gyakorlati útmutatás ebben az átmeneti korszakban”. Olyan tanítás, amely küldetéstudattal spirituális ébredésre buzdít, és dicsőíti a szemlélődő értékeket: a csendet és örömöt.

## Fordítások
Az Angyal válaszol 2024-ig huszonkét nyelven került kiadásra. 
- Angol : Talking with angels
- Baszk : Aingeruekin solasean
- Brazil : Diálogos com o anjo
- Dán : Dialoger med Englen
- Francia : Dialogues avec l’ange
- Görög : Συνομιλίες με αγγέλους
- Holland : Gesprek met de Engelen
- Katalán : Converses amb àngels
- Koreai : 빛의 메시지
- Lengyel : Rozmowy z aniołami
- Magyar : Az angyal válaszol
- Német : Die Antwort der Engel
- Norvég : Samtaler med engler
- Olasz : Dialoghi con l’Angelo
- Orosz : Диалоги с ангелом
- Portugál : Diálogo com os Anjos
- Román: Dialoguri inspiratoare cu ingerii
- Spanyol : La respuesta des Angel
- Svéd : Samtal med änglar
- Szlovén : Odgovor angelov
- Ukrán : Діалоги з янголом

## Magyarázó könyvek
Az angyal válaszol 1976 karácsonyán jelent meg először franciául, fergeteges sikert aratva. A könyv nyomán Gitta naponta másfél ezer levelet kapott, melyekre lehetetlen volt egyesével válaszolni. Ezért a hasonló kérdéseket csoportosítva, kérdést és választ könyv formájába öltve válaszolt rájuk. Így látott napvilágot 1984-ben Gitta első magyarázó könyve: Az angyal válaszol – Ahogy én megéltem címmel. Három további könyv követte: Az Angyal válaszol – Ugrás az Ismeretlenbe és Az Angyal válaszol – A szülők nélkül született gyermek, továbbá a Kis beszélgetések tegnap és ma, mindegyik franciául.
Az első magyarázó könyv magyar fordítása 2019-ben jelent meg a Fekete Sas Kiadó gondozásában. A második és harmadik könyv magyarul 2023 végén látott napvilágot, negyedik fordítása jelenleg is készül.